# Tendosphaera graeca
Tendosphaera graeca is een pissebed uit de familie Tendosphaeridae. De wetenschappelijke naam van de soort is voor het eerst geldig gepubliceerd in 1989 door Helmut Schmalfuss.